# Juan Goday y Gual
Juan Goday y Gual (1838-1900) fue un empresario gallego pionero de la industria de conservas de pescado.

## Trayectoria
Juan Goday y Gual era miembro de una familia de origen catalán asentada en la ría de Arosa desde mediados del siglo XVIII, cuando habían empezado a llegar los negociantes catalanes a Galicia atraídos por su riqueza en pescado apropiado para la industria del salazón. Cuando Juan Goday y Gual nace, su familia ostentaba la propiedad del principal negocio de sardinas en salazón de la ría de Arosa, con factorías en el Grove y la Isla de Arosa.
Juan Goday había establecido una fábrica de salazones en la Isla de Arosa en 1843, y años más tarde, durante un viaje por Francia recala en Nantes donde conoce la nueva técnica de conservación de alimentos conocida como “estilo Nantes”, técnica desarrollada por Nicolás Appert consistente en un cierre hermético que conservaba sardinas precocinadas en aceite de oliva, y previamente esterilizadas, en buenas condiciones durante un amplio margen de tiempo.
Al regresar, Juan Goday importa la técnica de conserva “estilo Nantes” y en 1879 construye, en terrenos lindantes con su fábrica de salazones, la Fábrica de Conservas Goday, la primera fábrica moderna en Galicia, pionera en la industrialización de la conserva de pescado. De esta forma, estaba sentando las bases de un sector estratégico en la industria gallega del siglo XX.
En 1881, dos años después de su entrada en funcionamiento, el rey Alfonso XII visitó la fábrica de Goday, quedando sorprendido por sus instalaciones y la calidad de sus productos. Fruto de esta visita fue el apoyo oficial para presentar los productos de Goday en la Exposición Universal de Pesca de Londres de 1883, donde consiguió una medalla de oro y el diploma acreditativo del primer premio, y en consecuencia la adquisición de importantes clientes, entrando a formar parte del mercado internacional de las conservas, entonces dominado por las manufacturas francesas.
Tras Londres, Conservas Goday acudió a sucesivas muestras internacionales en las que continuó obteniendo nuevos premios: medalla de plata en la Exposición Universal de Amberes (1885); medalla en la Exposición Marítima Nacional de Cádiz (1887); medalla con corona de oro en la Exposición Internacional de Barcelona (1888); medalla en la Gran Exposición Internacional de París (1889); medalla en la Exposición Universal de Chicago (1892); medalla en la Exposición Universal de París (1900);y medalla en la Exposición Regional Gallega de Santiago de Compostela (1910).
Juan Goday y Gual fallece en 1900, y la familia Goday continuó como propietaria de la fábrica hasta el cese en su actividad en 1961.
La importancia de la fábrica de conservas fundada por Juan Goday, como apunta el historiador Carmona Badía, no solo radicaba en ser la primera de Galicia, sino también "por su dimensión, por los activos que incorporaba y por los cambios que introducía", lo que supuso "un punto de inflexión en la historia de la industria" conservera del siglo XX.
La fábrica, rehabilitada por iniciativa municipal, alberga desde 2009 el “Centro de Interpretación de la Conserva”.